# 晶泰科技
深圳晶泰科技有限公司 (英语: XtalPi Holdings Limited, 港交所：2228) 是中國广东省深圳市的一家科技公司，该公司使用人工智能和云计算技术进行药物发现和新材料研发。公司由温书豪、马健和赖立鹏创建于2015年9月。

## 历史
2015 年，晶泰科技由温书豪、马建和赖力鹏在中国创立。三人都是量子物理学者，曾在麻省理工学院担任博士后研究员。他们将量子算法应用于药物开发。当时，它是亚洲极少数迅速引起投资者兴趣的人工智能药物研发公司之一。晶泰科技自称是该领域全球资金最充足的初创公司，其投资者包括腾讯、5Y Capital、谷歌、海纳国际集团、中国生物制药和软银愿景基金。
2022 年，在与礼来、强生和默克等制药公司合作后，晶泰科技开始将业务扩展到材料科学领域，并开始应用其服务。其中最引人注目的是太阳能电池板和电动汽车电池。
2024 年 6 月，晶泰科技在香港交易所首次公开募股并上市。此次发行募资 9.893 亿港元（1.267 亿美元），首日交易股价上涨 9.8%。晶泰科技是第一家根据 18C 规则上市的公司，该规则适用于市值较小、收入较低的专业技术公司。
2025 年 2 月，晶泰科技宣布将配股募集 20.8 亿港元（2.67 亿美元）。该公司还表示，旗下一家子公司将与恒健控股合作，推动该公司在大湾区的“AI+技术”与产业融合创新联盟项目。